# (20102) Takasago
(20102) Takasago est un astéroïde de la ceinture principale.

## Description
(20102) Takasago est un astéroïde de la ceinture principale. Il fut découvert le 31 janvier 1995 à Geisei par Tsutomu Seki. Il présente une orbite caractérisée par un demi-grand axe de 3,11 UA, une excentricité de 0,19 et une inclinaison de 18,7° par rapport à l'écliptique.

## Compléments